# Барж (Горња Саона)
Барж (фр. Barges) насеље је и општина у источној Француској у региону Франш-Конте, у департману Горња Саона која припада префектури Везул.
По подацима из 2011. године у општини је живело 97 становника, а густина насељености је износила 12,26 становника/km². Општина се простире на површини од 7,91 km². Налази се на средњој надморској висини од 224 метара (максималној 290 m, а минималној 217 m).

## Демографија
| 1962. | 1968. | 1975. | 1982. | 1990. | 1999. | 2011. |
| ----- | ----- | ----- | ----- | ----- | ----- | ----- |
| 86    | 117   | 107   | 106   | 81    | 91    | 97    |

График промене броја становника у току последњих година